# Misraħ Għar il-Kbir

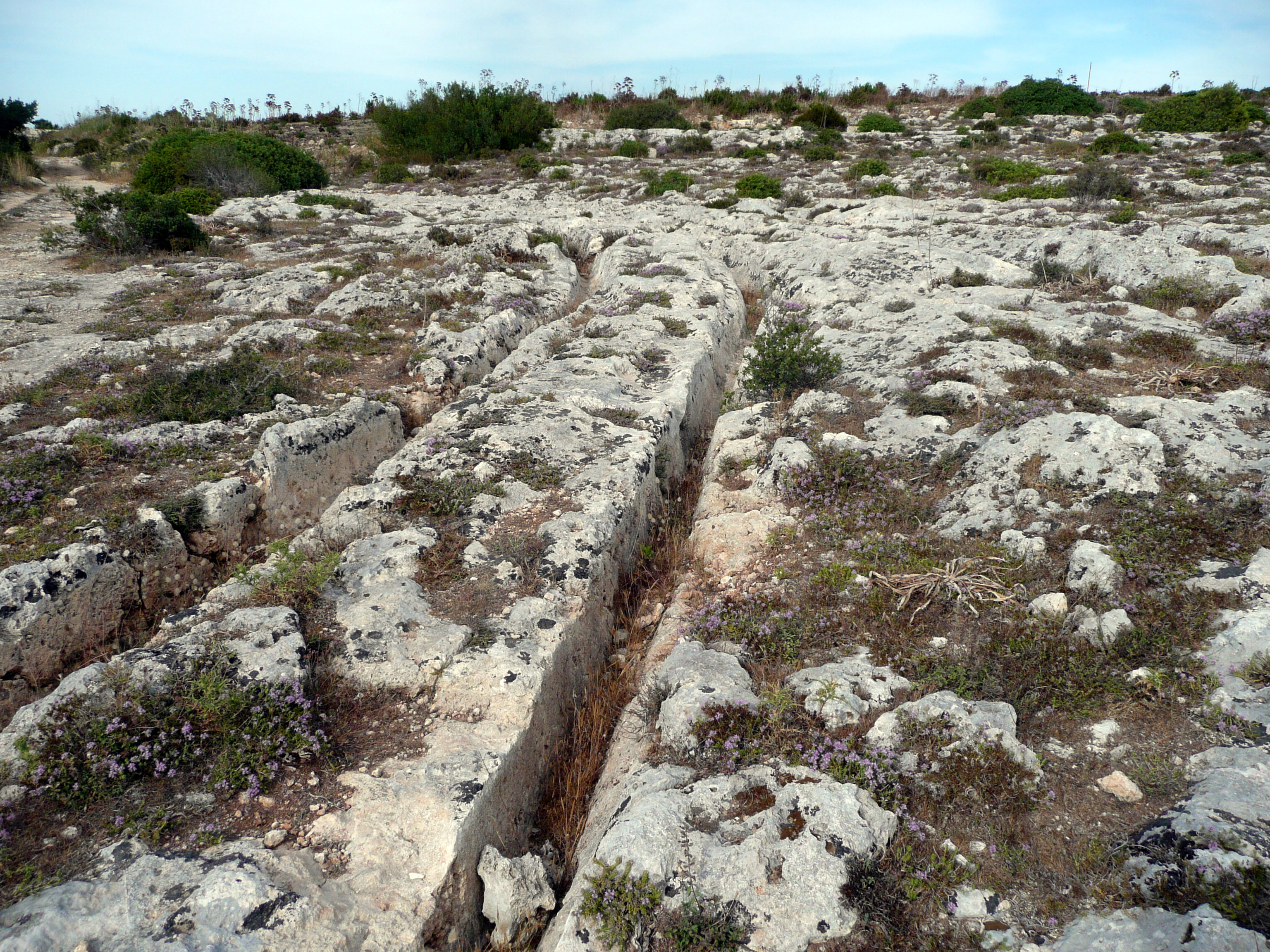
Antyczne koleiny na Misraħ Għar il-Kbir

Misraħ Għar il-Kbir (nieformalnie znane jako Clapham Junction) – prehistoryczne miejsce w granicach Siġġiewi, na południu wyspy Malta, w pobliżu klifów Dingli. Najbardziej znane jest z antycznych kolein – złożonej sieci „torów” wyżłobionych w skalnym podłożu. Wiek i przeznaczenie kolein jest niepewne, a szacunki dotyczące ich pochodzenia sięgają od czasów neolitu do średniowiecza poprzez wszystkie punkty pośrednie. Kilku badaczy zasugerowało, że mogły być używane w różnych okresach, być może nawet w różnym celu. Wygląda na to, że koleiny mogły być wykonane nie później niż ok. 700 p.n.e., z kilkoma przykładami wskazującymi na datę okresu świątynnego ok. 3800–2500 p.n.e.
Mówi się, że nazwa „Clapham Junction” została nadana przez Anglika, który stwierdził, że koleiny przypominają mu rozjazdy na ruchliwej stacji kolejowej o tej nazwie w Londynie.

## Opis stanowiska
Misraħ Għar il-Kbir jest zdecydowanie najbardziej rozbudowanym systemem kolein na wyspach. Mają one głębokość do 60 cm, a średnia odległość między nimi wynosi 110 do 140 cm. Chociaż trudno jest obliczyć dokładną liczbę, co najmniej 30 rozchodzi się wachlarzem na wąskim froncie, gdzie wyłaniają się z pól po północnej stronie Buskett. Następnie wspinają się po zboczu, często rozwidlając się, choć teraz są częściowo pokryte odizolowanym polem. Podnoszą się ponownie po stronie południowej, opadając w kierunku płytszej doliny, ponownie znikając pod polami. Wszelkie dalsze rozwidlenia zostały teraz odcięte przez aktywne wydobywanie kamienia. Na wschodzie system kończy się w starożytnym kamieniołomie.
Ponadto pojedyncza para kolein podąża poprzecznie szczytem grzbietu, przecinając wszystkie pozostałe. W kierunku zachodnim przerywa ją północna krawędź jaskini Għar il-Kbir, która sama w sobie jest warta odwiedzenia. Zawalenie się skał prawdopodobnie miało miejsce w lub wkrótce po 1835, w którym to roku mieszkańcy tych jaskiń zostali przymusowo usunięci do wioski Siġġiewi. Po wschodniej stronie jaskini najbliższą koleinę przecina kwadratowy rdzeń punickiego grobowca. Czystość cięcia jego ścian wskazuje jednoznacznie, że koleina jest starsza niż grobowiec.

## Pochodzenie kolein
Podobne koleiny (znane i opisane na Malcie jako „cart ruts”) można znaleźć w wielu miejscach na obu głównych wyspach. Wardija Ridge w Saint Paul’s Bay, Naxxar, San Ġwann i Bidnija to dobre przykłady na głównej wyspie. Najlepsze koleiny na Gozo znajdują się na płaskowyżu Ta’ Ċenċ w pobliżu Sannat. W sumie na obu wyspach Malty znaleźć można 70 lokalizacji cart ruts.

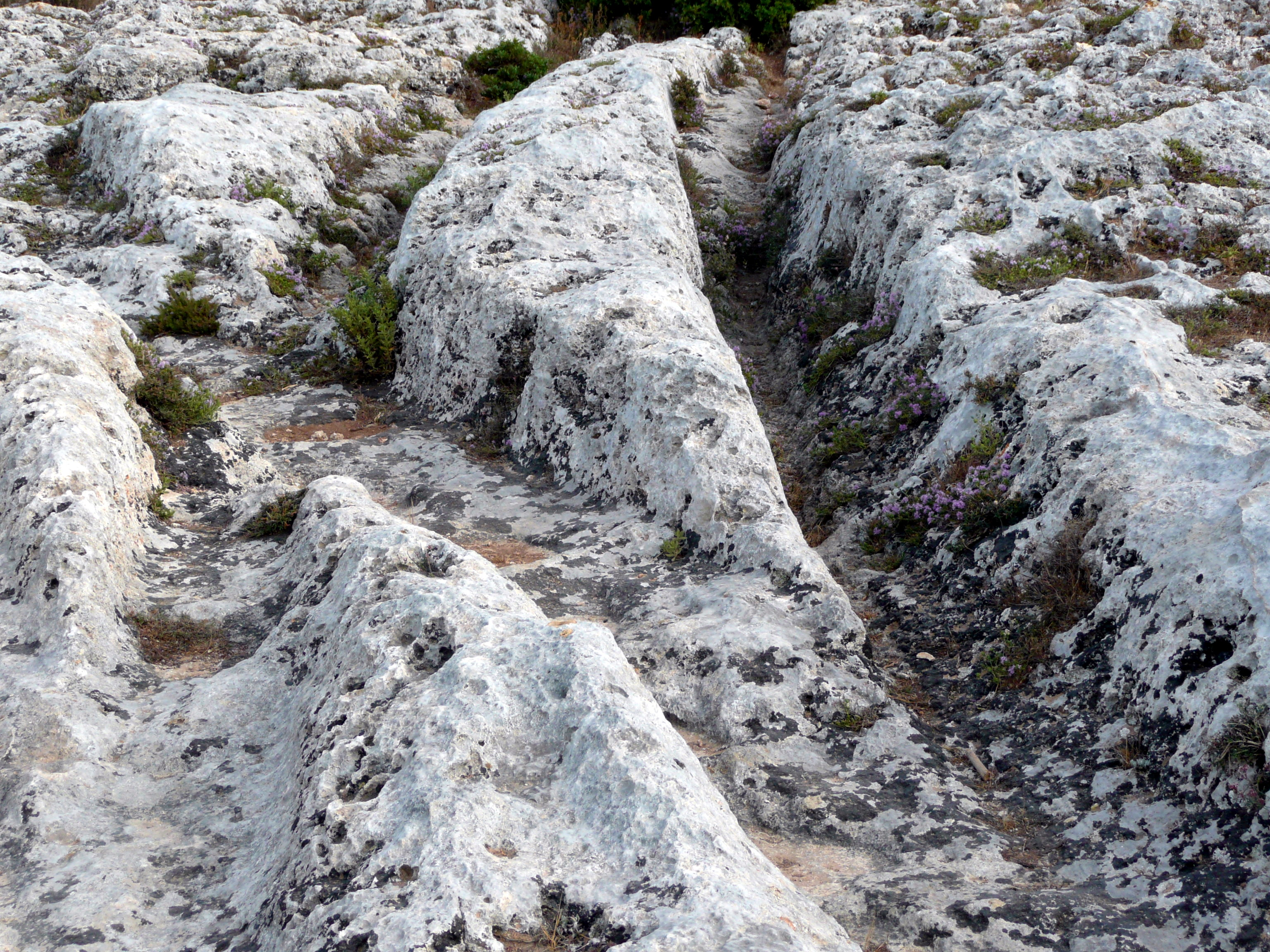
Rozjazd kolein na Misraħ Għar il-Kbir

Badania opublikowane w 2008 roku opisują je jako spowodowane erozją miękkiego wapienia pod naciskiem kół drewnianego wózka. Dokonano analizy naprężeń, jakie wywołałby wózek mieszczący się w koleinach. Profesor Mottershead z Portsmouth University powiedział: „Podstawowa skała na Malcie jest słaba, a gdy jest mokra, traci około 80 procent swojej wytrzymałości. Wózki najpierw pozostawiły ślady w glebie, ale kiedy ta uległa erozji, koła wozu poruszały się bezpośrednio po podłożu skalnym, ułatwiając innym wozom podążanie tymi samymi torami".